# Больдт, Константин Егорович
Константин Егорович Больдт (швед. Konstantin Ferdinand Boldt; 1829—1885) — генерал-майор русской императорской армии, специалист по оружейному делу.

## Биография
Родился 20 сентября (2 октября) 1829 года в семье Егора Больдта, коллежского советника, пожалованного в 1843 году дипломом на потомственное дворянское достоинство. Братья Константина, Иван и Фёдор, также стали генералами.
Первый офицерский чин получил 26 мая 1849 года. В 1857 году написал «Руководство для изучения военного ручного огнестрельного оружия»; в это время он был поручиком Лейб-гвардии Гренадерского полка и занимал должность заведующего стрельбищем Школы гвардейских подпрапорщиков и кавалерийских юнкеров. Как отмечал автор, потребность в его книге была вызвана значительным усовершенствованием ручного огнестрельного оружия, которое в сильной степени изменило тактику боя и способы применения этого оружия. В это время происходила смена образцов ручного огнестрельного оружия, целью которой было введение нарезного оружия. В 1859 году после распродажи 2500 экземпляров, было выпущено второе дополненное издание.
С 20 мая 1872 года по 7 февраля 1875 года командовал 128-м Старооскольским пехотным полком.
Участвовал в русско-турецкой войне 1877—1878 годов: полковником в 1877 году получил в командование 43-й Охотский пехотный полк; 31 октября 1877 года был произведён в генерал-майоры; с 28 ноября 1877 года был командиром 2-й бригады 11-й пехотной дивизии. В 1878 году был награждён орденом Св. Владимира 3-й степени с мечами.
Умер 10 (22) апреля 1885 года. Похоронен на Никольском кладбище Александро-Невской лавры. Вместе с ним был похоронен его 21-летний сын Константин, умерший 18 ноября 1885 года в Сан-Ремо.
Из его трудов известны:
- Руководство для изучения военного ручного огнестрельного оружия / Сост. зав. стрельбищем Шк. гвард. подпрапорщиков и кавалер. юнкеров Лейб-гвардии Гренадер. полка поручик Константин Больдт. — СПб.: тип. К. Метцига, 1858. — 361 с., 7 л. черт. (2-е изд., испр., доп. и передел. — СПб.: тип. Имп. Акад. наук, 1859. — XVI, 258 с., 6 л. черт.)
- Руководство для изучения ручного огнестр. оружия, с 186 фиг. — СПб., 1859
- Руководство к изучению охотничьего оружия, с 128 фиг. — СПб.: тип. Н. Тиблена и К°, 1864. — [2], VIII, 294 с., 5 л. черт. (2-е изд. — СПб., 1892)
- Об обучении стрельбе в России, Пруссии, Австрии, Англии и Швеции, с излож. главн. оснований и критич. разб. / Сост. Константин Больдт. — СПб.: тип. Имп. Акад. наук, 1879. — V, [3], 216 с., 9 л. черт.
- Прибор для пристрелки винтовок сист. Больдта. — Луцк: тип. С. Бонка, ценз. 1883.
- Систематический сборник из разных уставов. — СПб., 1886

переводы
- Руководство к гальванопластике для художников, ремесленников и любителей нумизматики: По собств. опытам и по новейш. и лучш. иностр. источникам сост. Ф. Даль / Пер. со швед. гвардии поручик Константин Больдт. — СПб.: тип. Э. Праца, 1856. — VIII, 255 с., 3 л. ил.